# Nowogród Bobrzański (gmina)
Nowogród Bobrzański – gmina miejsko-wiejska w województwie lubuskim, w powiecie zielonogórskim. W latach 1975–1998 gmina położona była w województwie zielonogórskim. Siedzibą gminy jest Nowogród Bobrzański.
Według danych z 30 czerwca 2004 gminę zamieszkiwało 9299 osób.

## Historia
Gmina o nazwie Nowogród Bobrzański z siedzibą władz w Nowogrodzie Bobrzańskim (wsi, dawnym mieście – od 1988 jest to wschodnia dzielnica miasta Nowogród Bobrzański). powstała po II wojnie światowej (1945) na terenie tzw. Ziem Odzyskanych (tzw. II okręg administracyjny – Dolny Śląsk). 28 czerwca 1946 gmina – jako jednostka administracyjna powiatu kożuchowskiego – weszła w skład nowo utworzonego woj. wrocławskiego. 6 lipca 1950 gmina wraz z całym powiatem kożuchowskim weszła w skład nowo utworzonego woj. zielonogórskiego. 24 kwietnia 1953 zmieniono nazwę powiatu kożuchowskiego na nowosolski.
Według stanu z 1 lipca 1952 gmina składała się z 10 gromad: Bogaczów, Dobroszów Wielki, Drągowina, Grabowiec, Klępina, Kotowice, Koźla, Nowogród Bobrzański, Piaski i Przybymierz. Gmina została zniesiona 29 września 1954 wraz z reformą wprowadzającą gromady w miejsce gmin. Obszar zniesionej gminy został podzielony na 4 gromady: Bogaczów, Drągowina, Niwiska i Nowogród Bobrzański. 1 stycznia 1955 gromady te włączono do powiatu żagańskiego (Dąbrowina, Niwiska, Nowogród Bobrzański) lub do powiatu zielonogórskiego (Bogaczów) w tymże województwie. 1 stycznia 1958 gromady włączone w 1955 roku do powiatu żagańskiego włączono z kolei do powiatu zielonogórskiego.
1 stycznia 1973 wraz z kolejną reformą reaktywującą gminy w powiecie zielonogórskim powstała współczesna gmina Nowogród Bobrzański. Początkowo miała podobny zasięg co dawna gmina Nowogród Bobrzański z lat 1945–54 oraz częściowo Broniszów (Bogaczów, Dobroszów Wielki, Drągowina, Kaczenice, Kamionka, Klępina, Kotowice, Kotowice, Niwiska, Nowogród Bobrzański, Pierzwin, Podgórzyce, Przybymierz, Skibice, Sobolice, Sterków, Wysoka i Urzuty). 15 stycznia 1976 do gminy Nowogród Bobrzański przyłączono prawie cały obszar zniesionej (a utworzonej w 1973) gminy Krzystkowice: Białowice, Cieszów, Dobroszów Mały, Krzystkowice, Krzywa i Łagoda (jedynie Zabłocie włączono do gminy Jasień).
1 stycznia 1988 roku z wsi Krzystkowice (823 ha) i Nowogród Bobrzański (653 ha) utworzono nowe miasto Nowogród Bobrzański (pod względem prawnym Krzystkowice nie zostały zatem włączone do Nowogrodu, lecz utworzone zostało nowe miasto, które przejęło nazwę swojej prawobrzeżnej części). Tego samego dnia gmina Nowogród Bobrzański zmieniła status z wiejskiej na miejsko-wiejski.
Obecne miasto Nowogród Bobrzański stanowi przestrzennie niespójną całość (znaczna odległość między osiedlami bez fizycznej styczności). Fakt ten, a także brak integracji społeczności lokalnych tworzy problemy rozwoju miasta, tym bardziej, że obecny organizm miejski przecina historycznie utrwaloną granicę Śląska i Łużyc.

## Struktura powierzchni
Według danych z roku 2002 gmina Nowogród Bobrzański ma obszar 259,41 km², w tym:
- użytki rolne: 30%
- użytki leśne: 59%

Gmina stanowi 16,52% powierzchni powiatu.

## Demografia

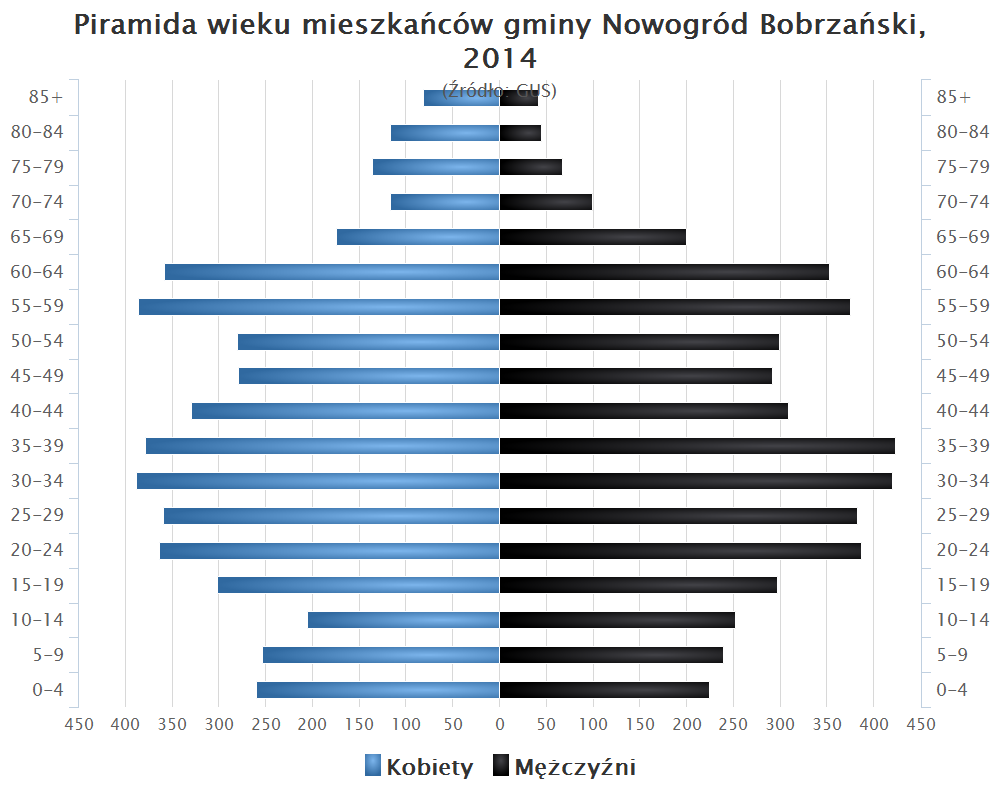
Piramida wieku mieszkańców gminy Nowogród Bobrzański w 2014 roku

Dane z 30 czerwca 2004:
| Opis                              | Ogółem | Ogółem | Kobiety | Kobiety | Mężczyźni | Mężczyźni |
| --------------------------------- | ------ | ------ | ------- | ------- | --------- | --------- |
| jednostka                         | osób   | %      | osób    | %       | osób      | %         |
| populacja                         | 9299   | 100    | 4701    | 50,6    | 4598      | 49,4      |
| gęstość zaludnienia (mieszk./km²) | 35,8   | 35,8   | 18,1    | 18,1    | 17,7      | 17,7      |

## Sąsiednie gminy
Bobrowice, Brzeźnica, Dąbie, Jasień, Kożuchów, Lubsko, Świdnica, Zielona Góra, Żagań, Żary